# بيت سعيد ناصر (إب)

تعديل مصدري - تعديل

بيت سعيد ناصر هي إحدى قرى عزلة الموية بمديرية إب التابعة لمحافظة إب، بلغ تعداد سكانها 663 نسمة حسب تعداد اليمن لعام 2004.